# دائرة مقلع
دائرة مقلع إحدى دوائر ولاية تيزي وزو. 
مقرها مقلع. 
تبلغ مساحتها 129.725 كم² يقطنها 56841 نسمة (أي بكثافة سكانية تقدر بـ 440 نسمة /كم²). 
وتضم كل من بلديات :
- مقلع
- أيت خليلي
- الصوامع

## مواضيع ذات صلة
- دوائر ولاية تيزي وزو
- بلديات ولاية تيزي وزو